# حامیان حکومتی تروریسم

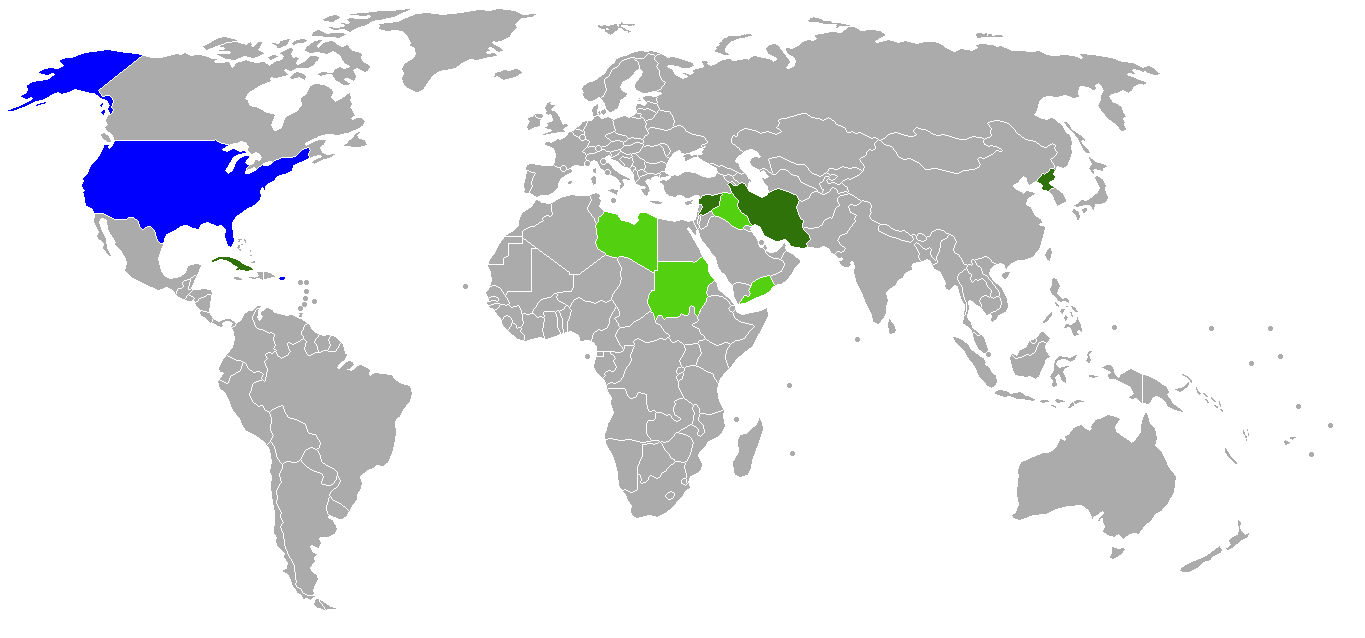
کشورهای حاضر (به سبز پررنگ) و سابقاً حاضر (به سبز کمرنگ) در فهرست کشورهای اعلام شده به عنوان «حامیان حکومتی تروریسم» از سوی وزارت امور خارجه آمریکا. آمریکا به رنگ آبی نشان داده شده‌است.

حامیان حکومتی تروریسم از طرف وزارت امور خارجهٔ آمریکا به کشورهایی گفته می‌شود که «مکرراً از اقدامات تروریسم بین‌الملل حمایت کنند». قرار گرفتن در این فهرست تحریم‌های شدیدی را بر آن کشور اعمال می‌کند.

## فهرست حامیان حکومتی تروریسم
در حال حاضر وزارت امور خارجه آمریکا کشورهای ایران، سوریه،  کره شمالی و کوبا  را در این فهرست قرار داده‌است.

## پیشینه
این فهرست در ۲۹ دسامبر ۱۹۷۹ با حضور لیبی، عراق، یمن جنوبی و سوریه ایجاد شد. کوبا در ۱ مارس ۱۹۸۲ و ایران در ۱۹ ژانویه ۱۹۸۴ بدان افزوده شدند. زمانی سودان شمالی نیز جزو این لیست بود.
یمن جنوبی در سال ۱۹۹۰، عراق در سال ۲۰۰۴، لیبی در سال ۲۰۰۶، کره شمالی در سال ۲۰۰۸ و کوبا در سال ۲۰۱۵ از این فهرست برداشته شدند. در سال ۲۰۱۷ دونالد ترامپ، کره شمالی و کوبا را مجدداً به این فهرست اضافه کرد. در اکتبر ۲۰۲۰، رئیس جمهور ترامپ اعلام کرد، سودان را که پذیرفته به بازماندگان بمبگذاری‌های ۱۹۹۸ در سفارتخانه‌ غرامت بدهد، از این فهرست خارج خواهد کرد. سودان در ۱۴ دسامبر ۲۰۲۰ از این فهرست خارج شد.